# Epistematico
Dal greco epistéme (conoscenza), epistematico significa deduttivo: scienza epistematica è quella che procede per deduzioni, in antitesi alla scienza sperimentale o induttiva (vedi induzione).
Il femminile epistematica è inteso anche come elaborazione automatica della conoscenza (epistéme), per analogia con informatica, che sarebbe l'elaborazione automatica di informazioni. 
In questo caso indica quell'ambito dell'informatica, noto come web semantico, volto ad elaborare non solo informazioni ma conoscenza, descrivendola tramite ontologie, che possono poi essere elaborate deduttivamente per mezzo di ragionatori software.